# Ярово (Молдова)
Ярово (рум. Iarova, Ярова) — село в Сорокском районе Молдавии. Является административным центром коммуны Ярово, включающей также сёла Балинцы и Новые Балинцы.

## География
Село расположено на высоте 93 метра над уровнем моря.

## Население
По данным переписи населения 2004 года, в селе Ярова проживает 711 человек (340 мужчин, 371 женщина).
Этнический состав села:
| Национальность | Число жителей | Процентный состав |
| -------------- | ------------- | ----------------- |
| молдаване      | 639           | 89,87             |
| украинцы       | 51            | 7,17              |
| русские        | 19            | 2,67              |
| румыны         | 1             | 0,14              |
| прочие         | 1             | 0,14              |
| Всего          | 711           | 100 %             |